# Victor Ulloa
Victor Ulloa (* 4. März 1992 in Ciudad Juárez) ist ein mexikanischer Fußballspieler, der meist als Mittelfeldspieler eingesetzt wird.

## Karriere
Am 20. Juli 2010 unterzeichnete Ulloa einen Profivertrag und erhielt den MLS-Status des Homegrown Player. Dieser erlaubte es ihm aber nicht, noch während der Saison 2010 in der Major League Soccer eingesetzt werden zu dürfen. Sein Pflichtspieldebüt gab Ulloa am 23. Oktober 2011 bei der 2:4-Niederlage gegen die San José Earthquakes.
Zur Saison 2019 wechselte Ulloa innerhalb der MLS zum neuen Franchise FC Cincinnati. Er kam auf 26 Einsätze (22-mal von Beginn), in denen er ein Tor erzielte.
Zur Saison 2020 wechselte Ulloa innerhalb der MLS zum neuen Franchise Inter Miami.